# Janik Bachmann
Janik Bachmann (* 6. Mai 1996 in Groß-Umstadt) ist ein deutscher Fußballspieler. Er wird in der Abwehr und im defensiven Mittelfeld eingesetzt.

## Karriere
Zur Saison 2014/15 stieg er aus der Jugend des SV Darmstadt 98 in die erste Mannschaft des Vereins auf, welche in der 2. Bundesliga spielte. Nachdem er in der Saison zu keinen Einsatz gekommen war, verließ er den Verein und schloss sich der zweiten Mannschaft von Hannover 96 an, welche in der Saison 2015/16 in der Regionalliga Nord spielte. Sein Debüt für seinen neuen Verein gab er am 22. August 2015. Beim 2:1-Sieg gegen den TSV Schilksee wurde er von Trainer Michael Krüger über die gesamte Spielzeit eingesetzt.
Sein erstes und einziges Tor für Hannover 96 II erzielte er am 8. Mai 2016 beim Spiel gegen TSV Havelse. Er erzielte bei diesen Spiel in der 19. Minute die zwischenzeitliche 1:0-Führung. Am Ende gewannen die Hannoveraner mit 7:2. Am 7. April 2017 absolvierte er gegen die zweite Mannschaft des FC St. Pauli sein 50. Pflichtspiel für die zweite Mannschaft von Hannover 96.
Zur Saison 2017/18 verließ er Hannover und schloss sich dem Drittligisten Chemnitzer FC an. Sein Debüt im Profifußball gab er am 23. September 2017 beim Ostderby gegen den Halleschen FC. Beim 3:0-Sieg wurde er von Trainer Horst Steffen in der 85. Minute für Julius Reinhardt eingewechselt. Sein erstes Profi-Tor erzielte er am 8. April 2018 beim 5:0-Sieg gegen den FC Rot-Weiß Erfurt, als er in der 76. Minute des 4:0 erzielte.
Zur Saison 2018/19 wechselte er zu den Würzburger Kickers und unterschrieb einen Vertrag bis 2020. Der Mittelfeldspieler lief in 31 Ligaspielen für die Franken auf und konnte vier Tore sowie drei Vorlagen beisteuern.
Im Juli 2019 gab der 1. FC Kaiserslautern die Verpflichtung Bachmanns bekannt. Sein Vertrag hatte eine Laufzeit von vier Jahren. Im Januar 2021 gab der SV Sandhausen die Verpflichtung Bachmanns bekannt. Der Innenverteidiger erhielt am Hardtwald einen Vertrag bis zum Ende der Saison 2022/23. Nach dem Abstieg der Sandhausener 2023 aus der 2. Bundesliga verließ Bachmann den Verein, für den er insgesamt 81 Spiele bestritten hatte.
Zur Saison 2023/24 schloss sich Bachmann dem F.C. Hansa Rostock an, kam am 30. Juli 2023 beim Heimsieg gegen den 1. FC Nürnberg (1. Spieltag) erstmals zum Einsatz und absolvierte insgesamt 23 Spiele für den FCH. Am Saisonende stieg er mit den Norddeutschen in die 3. Liga ab. Daraufhin wechselte er zur Folgesaison zum FC Schalke 04 mit einem Vertrag bis 2027.